# Snježna granica
Snježna granica je visina iznad koje se snijeg nikada ne otopi. Od ekvatora prema polovima snježna granica je na sve manjim apsolutnim visinama (Bolivijske Ande 5300 - 5500 m, Kavkaz i Alpe oko 2900 m, južna Alaska oko 600 m).
Konstatirano je da se u posljednjih 100 godina snježna granica postupno izdigla na veću visinu.